# 一樹
一樹（1980年代—），原名曾天虎。香港兒童小說作家，大學主修電影，曾從事過電影、傳媒行業。
自小喜歡動漫、卡通，卻更鍾情閱讀，在澳洲工作假期時萌生以寫小說為業，其首本少兒小說以公主為主題，他謂靈感摻雜，有宮崎駿和綠野仙蹤等故事。
曾出版圖文小說《魔法公主學院》系列，《冒險王力奇》系列，《老夫子笑學成語》系列文字作者。於《星島日報》學生報連載《阿里阿德涅的紅綫》、《多拉的夢》，編撰益智讀物《趣趣生活通識》，也曾把百多年前的《地心探險記》改編成繪本。
《魔法公主學院》系列 首部作品《頑皮曲奇的惡作劇》獲選教協「小學生書叢榜十本好書」及教育城「十本好讀」之一。

## 作品
- 《魔法公主學院 1︰頑皮曲奇的惡作劇》一樹 (小麥文化, ISBN 9789888421633)
- 《魔法公主學院 2：魔幻島試煉》一樹 (小麥文化, ISBN 9789888421688)
- 《魔法公主學院 3：時間的禮物》一樹 (小麥文化, ISBN 9789888421763)
- 《魔法公主學院 4：潘朵拉的噩夢》一樹 (小麥文化, ISBN 9789888421947)
- 《魔法公主學院 5：夢境成真》一樹 (小麥文化, ISBN 9789888524150)
- 《魔法公主學院 6：愛的大作戰》一樹（小麥文化）
- 《冒險王力奇(1)──地心探險記上》 儒勒．凡爾納,  一樹, 傑克 (創造館, ISBN 9789881249791)
- 《冒險王力奇(2)──地心探險記中》儒勒．凡爾納,  一樹, 傑克 (創造館, ISBN 9789881348340)
- 《冒險王力奇(3)──地心探險記下》 儒勒．凡爾納,  一樹, 傑克 (創造館, ISBN 9789881348371)
- 《老夫子笑學成語 1 》王澤, 一樹 (吳興記書報社, ISBN 9789881743770)
- 《老夫子笑學成語 2 》王澤, 一樹 (吳興記書報社, ISBN 9789881743749)
- 《老夫子笑學成語 3 》王澤, 一樹 (吳興記書報社, ISBN 9789881697578)
- 《老夫子笑學成語 5 》王澤, 一樹 (吳興記書報社, ISBN 9789881697516)
- 《老夫子笑學成語 6 》王澤, 一樹 (吳興記書報社, ISBN 9789881697523)
- 《老夫子笑學成語 7 》王澤, 一樹 (吳興記書報社, ISBN 9789881697530)
- 《老夫子笑學成語 8 》王澤, 一樹 (吳興記書報社, ISBN 9789881697547)
- 《童話旅人團 1：反轉龜兔賽跑》一樹（明窗出版社）